# Mamoudou Hanne
Mamoudou-Elimane Hanne (Ségou, 6 marzo 1988) è un velocista maliano naturalizzato francese.

## Biografia
Ai campionati europei indoor di Parigi 2011 ha vinto la medaglia d'oro nella staffetta 4×400 metri, realizzando il primato nazionale sulla distanza con il tempo di 3'06"17, con i connazionali Marc Macédot, Leslie Djhone e Yoann Décimus.

## Record nazionali
Seniores
- Staffetta 4×400 metri indoor: 3'06"17 ( Parigi, 6 marzo 2011) (Marc Macédot, Leslie Djhone, Mamoudou Hanne, Yoann Décimus)

## Palmarès
| Anno                            | Manifestazione               | Sede        | Evento      | Risultato  | Prestazione | Note                                     |
| ------------------------------- | ---------------------------- | ----------- | ----------- | ---------- | ----------- | ---------------------------------------- |
| In rappresentanza del Mali      |                              |             |             |            |             |                                          |
| 2007                            | Campionati africani juniores | Ouagadougou | 400 m piani | 7º         | 48"81       |                                          |
| In rappresentanza della Francia |                              |             |             |            |             |                                          |
| 2011                            | Europei indoor               | Parigi      | 4×400 m     | Oro        | 3'06"11     |                                          |
| 2011                            | Mondiali                     | Taegu       | 4×400 m     | Batteria   | 3'03"68     |                                          |
| 2013                            | Europei indoor               | Göteborg    | 400 m piani | Semifinale | 47"08       |                                          |
| 2013                            | Giochi della Francofonia     | Nizza       | 400 m piani | 6º         | 47"93       |                                          |
| 2013                            | Giochi della Francofonia     | Nizza       | 4×400 m     | Oro        | 3'05"22     |                                          |
| 2014                            | Europei                      | Zurigo      | 4×400 m     | Bronzo     | 2'59"89     |                                          |
| 2015                            | Mondiali                     | Pechino     | 4×400 m     | 6º         | 3'00"65     |                                          |
| 2017                            | World Relays                 | Nassau      | 4×400 m     | 8º         | 3'06"33     |                                          |
| 2017                            | Mondiali                     | Londra      | 4×400 m     | 8º         | 3'01"79     |                                          |
| 2018                            | Giochi del Mediterraneo      | Tarragona   | 400 m piani | Bronzo     | 46"35       | Miglior prestazione personale stagionale |
| 2018                            | Europei                      | Berlino     | 4×400 m     | 4º         | 3'02"08     |                                          |